# Неббіоло

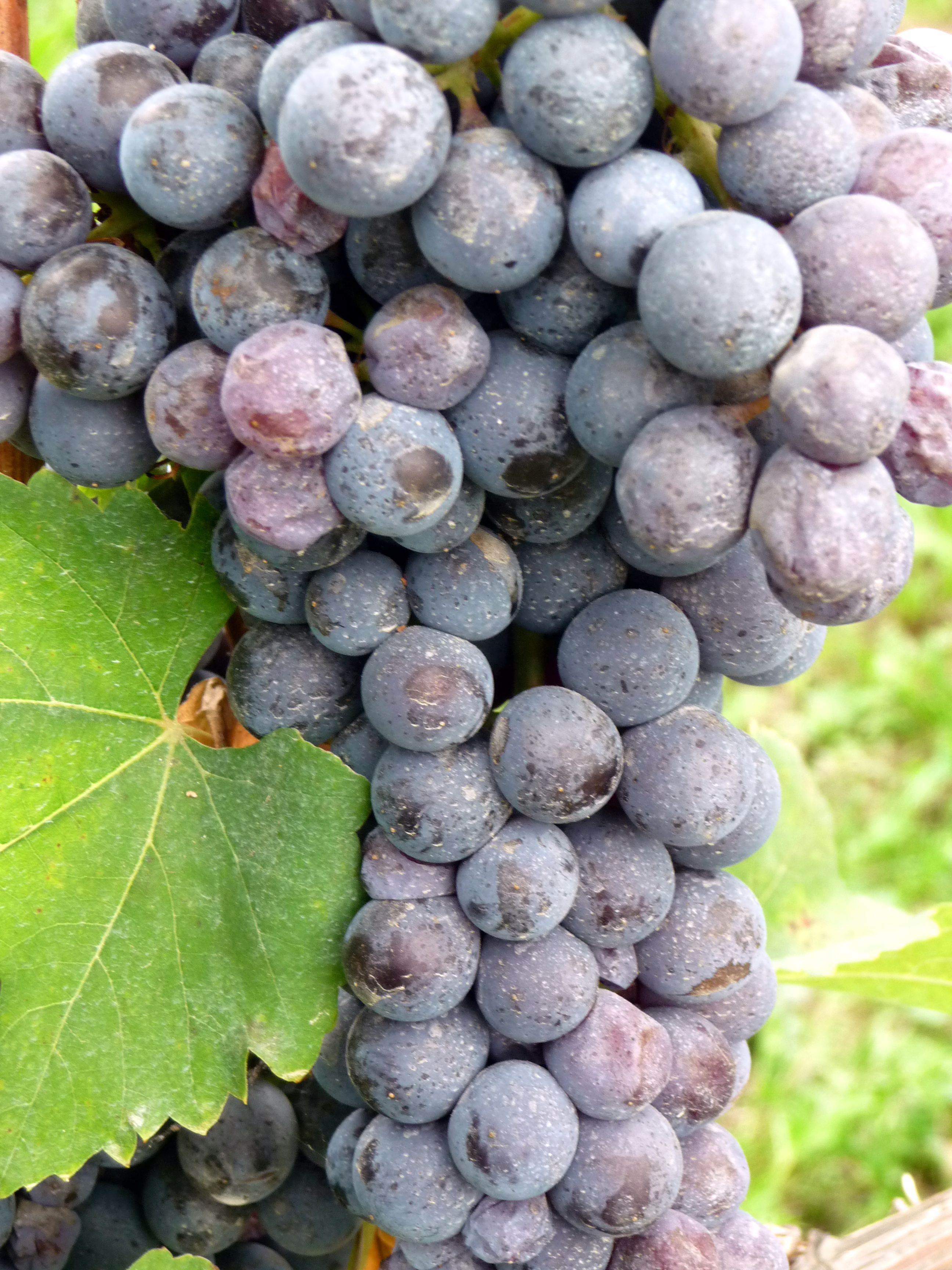
Гроно Неббіоло

Неббіоло (італ. Nebbiolo) — технічний сорт червоного винограду. Вважається, що свою назву сорт отримав від італійського слова італ. nebbia — «туман».

## Географія сорту
Сорт походить з регіону П'ємонт та вважається візитівкою цього виноробного регіону, з нього виробляють високоякісні вина бароло та барбареско. Зона культивування Неббіоло в Італії обмежена, ідеальні умови він знаходить в П'ємонті, Ломбардії, Валле д'Аоста і Сардинії. За межами Італії вирощується в невеликих кількостях всього в небагатьох виноробних господарствах США, Мексики, Чилі, Аргентини, Бразилії, Уругваю, Південної Африки, Австралії та Нової Зеландії оскільки є дуже складним у агротехніці вирощування та вимогливим до мікроклімату.

## Опис сорту
Кущі середньорослі. Листя середні, округлі, іноді середні лопаті злегка витягнуті; сильнорозсічені, трьох- або п'ятилопатеві, знизу з сильним опушенням. Квітки двостатеві. Грона середні, циліндро-конічні, середньої щільності. Ягоди середні, округлі, фіолетові. Виноград визріває тільки в найсприятливіших місцях. Сорт сильнорослий, показники плодючості у сорту низькі. Особливих вимог до ґрунтів немає, але найкращі вина отримують з лози, яка росте на суглинках та ґрунтах з домішками вапняку.

## Характеристика вина

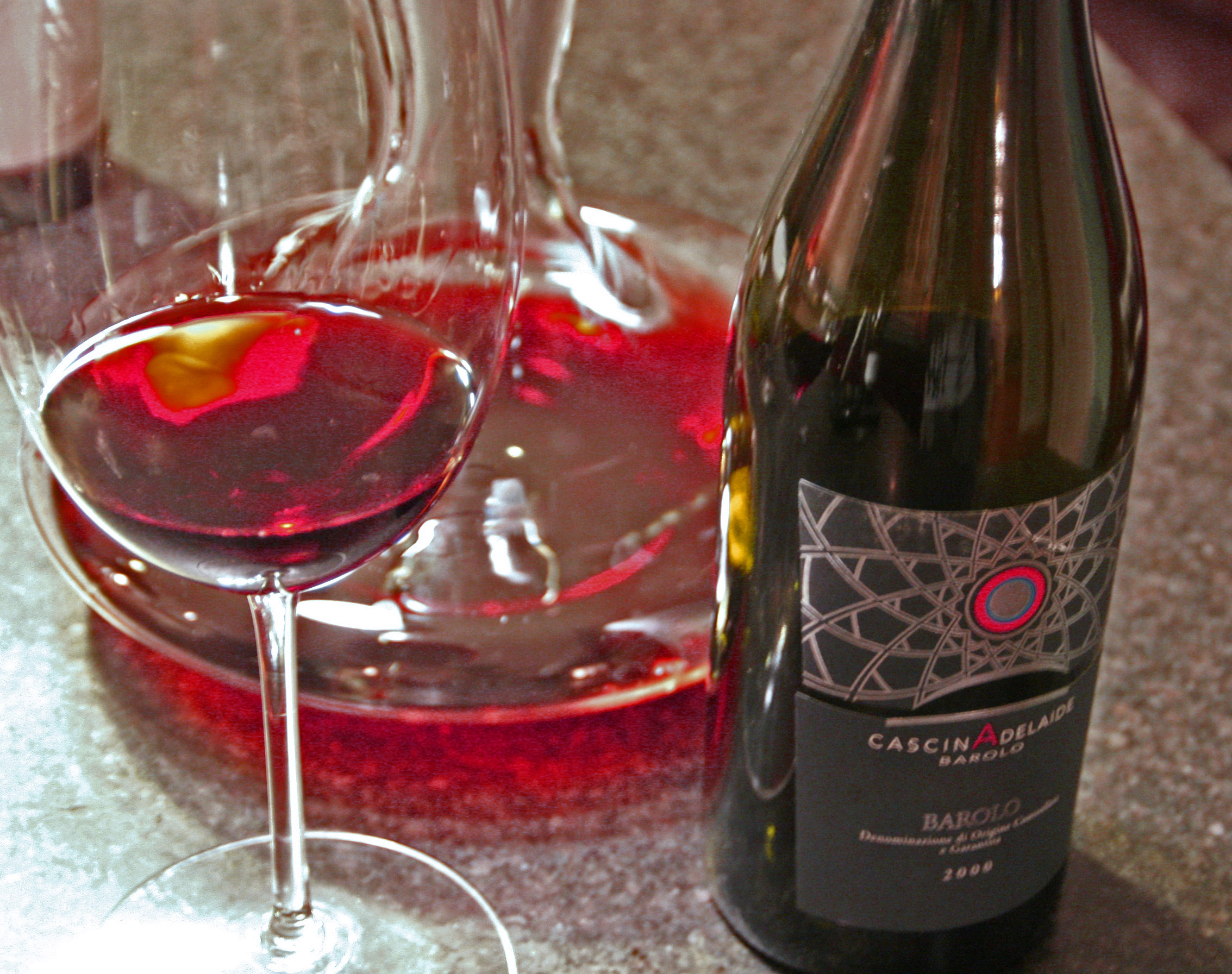
Вино з Неббіоло

У суслі великий вміст кислот, дубильних і екстрактивних речовин. Виноматеріал в перші роки має складний жорсткий смак і вимагає тривалої витримки, іноді кілька років. Молоді вина з Неббіоло відрізняються яскравими ароматами черешні, сливи й фіалок, в більш зрілому віці вони набувають складні аромати серед, яких трюфель, шкіра, спеції, а також смола та троянда. Останні два аромати є найвираженішими. Вина з Неббіоло характеризуються високою кислотністю, високим вмістом алкоголю й елегантними танінами. Характерною особливістю вин є зміна кольору під час тривалої витримки з темно-рубінового до цегляно-червоного. Потенціал зберігання високий. Кращі екземпляри можуть зберігатися десятки років.

## Виноробні зони
У Ломбардії Неббіоло вирощують в Вальтелліна, площа посадок становить 900 га. Зони виробництва: італ. Valtellina Superiore DOCG, Valtellina Superiore DOCG Grumello, Valtellina Superiore DOCG Inferno, Valtellina Superiore DOCG Maroggia, Valtellina Superiore DOCG Sassella, Valtellina Superiore DOCG Valgella, Sforzato di Valtellina DOCG, Rosso di Valtellina DOC. Неббіоло має місцеву назву кьяваннаска. 
У Валле д'Аоста виноградники Неббіоло займають 26 га. Зони виробництва: італ. Arnad-Montjovet DOC, Donnas DOC. Тут Неббіоло називають пікотендро.
У П'ємонті площа виноградників Неббіоло становить 5 300 га, що відповідає 70 % світової площі цього сорту. Зони виробництва: італ. Barolo DOCG, Barbaresco DOCG, Roero DOCG, Nebbiolo d'Alba DOC, Langhe DOC Nebbiolo, Gattinara DOCG, Ghemme DOCG, Fara DOC, Boca DOC, Sizzano DOC, Colline Novaresi DOC Nebbiolo, Bramaterra DOC, Lessona DOC, Carema DOC , Canavese DOC Nebbiolo, Albugnano DOC. 
У Сардинії виноградники займають 52 га. Зона виробництва: італ. Colli del Limbara IGT Nebbiolo.